# Víctor Duque
Víctor Duque (* 19. Februar 1958) ist ein ehemaliger uruguayischer Fußballspieler.

## Karriere

### Verein
Duque stand mindestens 1975 und von 1977 bis 1978 in Reihen des Danubio FC. Für diesen kam er 1978 zweimal in der Copa Libertadores zum Einsatz, als sich sein Verein erstmals in der Vereinsgeschichte für dieses Turnier qualifiziert hatte. In den Partien gegen Atlético Junior und Deportivo Cali wurde er jeweils eingewechselt.

### Nationalmannschaft
Duque gehörte der uruguayischen U-20-Nationalmannschaft an, die 1975 an der Junioren-Südamerikameisterschaft in Peru und 1977 an der U-20-Südamerikameisterschaft in Venezuela teilnahm und jeweils den Titel gewann. Im Verlaufe des Turniers des Jahres 1975 wurde von Trainer Walter Brienza dreimal (kein Tor) und 1977 von Raúl Bentancor viermal (kein Tor) eingesetzt. Auch war er Teil des Kaders bei der Junioren-Weltmeisterschaft 1977, bei der Uruguay den vierten Platz belegte. Im Rahmen der WM wurde er viermal (kein Tor) eingesetzt. Überdies war er Mitglied des uruguayischen Aufgebots bei den Panamerikanischen Spielen 1975. Uruguay schied dort in der Vorrunde aus.

### Erfolge
- U-20-Südamerikameister: 1975, 1977